# Fenwick Island
Fenwick Island – miasto w Stanach Zjednoczonych, w stanie Delaware, w hrabstwie Sussex.